# David Krumholtz

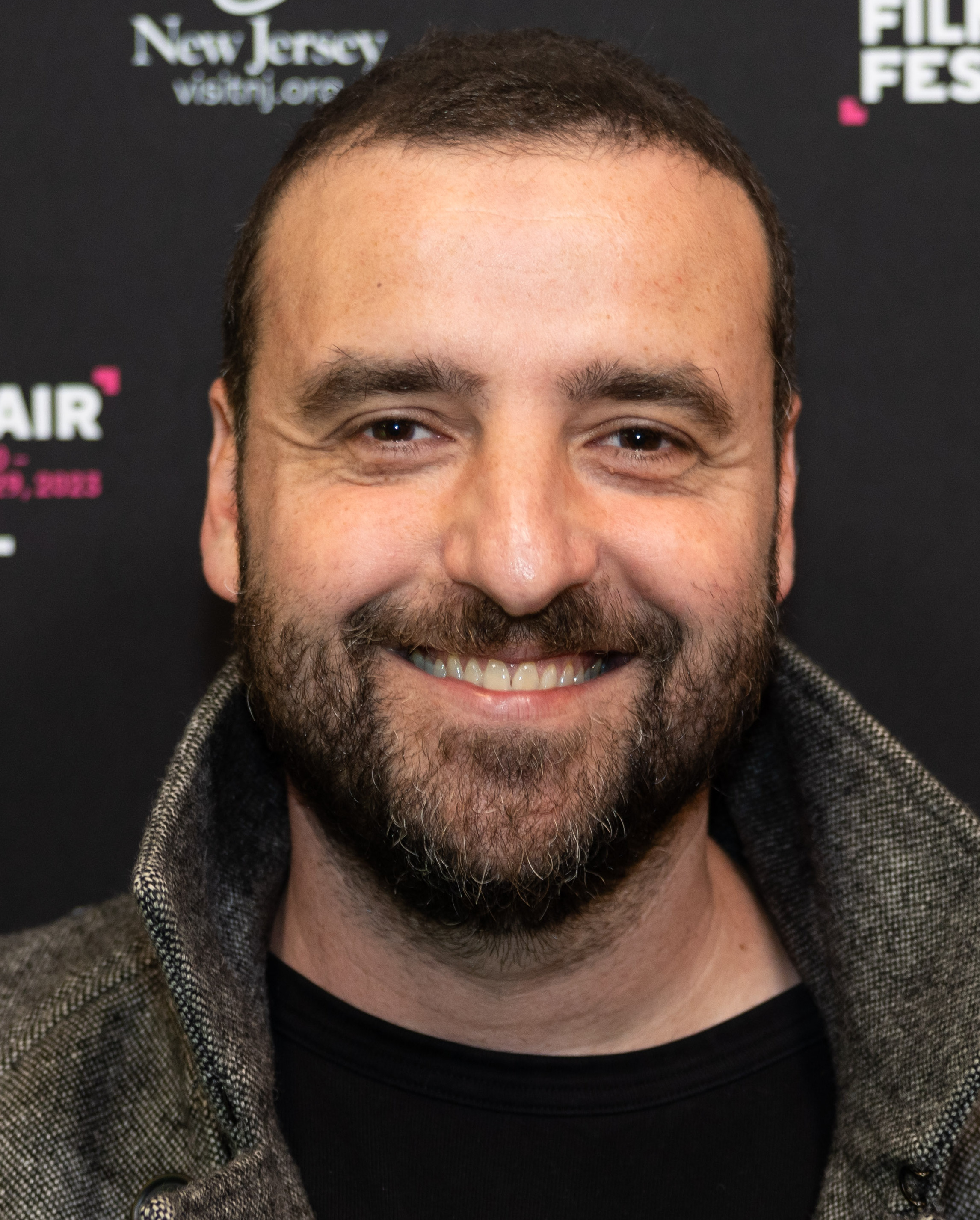
David Krumholtz (2023)

David Krumholtz (* 15. Mai 1978 in New York City, New York) ist ein US-amerikanischer Schauspieler.

## Leben
David Krumholtz wurde als Sohn der Ungarin Judy, einer Zahnarzthelferin, und Michael Krumholtz, eines Postmitarbeiters, geboren. Er wuchs in einer jüdischen Familie der Arbeiterklasse auf.
Krumholtz begann seine Schauspielkarriere eher zufällig im Alter von 13 Jahren. Er ging mit ein paar Freunden zu einem Vorsprechen am Broadway für das Stück Conversations with My Father. Obwohl es für ihn nicht wichtig war, eine Rolle zu bekommen, und er es noch weniger erwartete, wurde er für die Rolle des jungen Charlie ausgewählt. Kurze Zeit nach den Aufführungen am Broadway war Krumholtz in den Filmen Life with Mikey und Die Addams Family in verrückter Tradition zu sehen. Für die Rolle in Life with Mikey wurde er 1993 für einen Young Artist Award nominiert. Seine bekannteste Rolle ist die des Elfen Bernard in den ersten beiden Filmen der Santa-Clause-Trilogie von und mit Tim Allen.

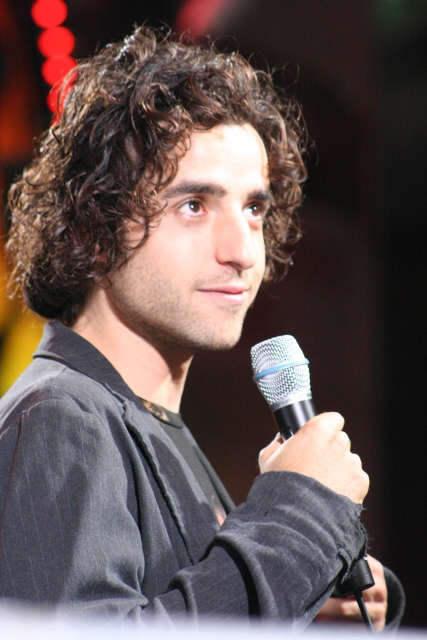
David Krumholtz (2005)

1994 hatte Krumholtz seinen ersten Gastauftritt in der Fernsehserie Monty und danach weitere Auftritte in Serien wie Emergency Room – Die Notaufnahme, Law & Order und Voll daneben, voll im Leben. Seinen Durchbruch im Fernsehen schaffte er 2004 mit Numbers – Die Logik des Verbrechens, wo er die Rolle des Mathematikgenies Dr. Charlie Eppes verkörpert. Krumholtz hat sich in der Action-Komödie Das ist das Ende selbst parodiert.
Am 22. Mai 2010 heiratete David Krumholtz die Schauspielerin Vanessa Britting. Im April 2014 kam die gemeinsame Tochter zur Welt.

## Filmografie (Auswahl)

### Filme
- 1992: Conversations With My Father
- 1993: Die Addams Family in verrückter Tradition (Addams Family Values)
- 1993: Hilfe! Jeder ist der Größte (Life with Mikey)
- 1994: Monty
- 1994: Santa Clause – Eine schöne Bescherung (The Santa Clause)
- 1997: Chicago Sons
- 1997: Justice League Of America
- 1997: Der Eissturm (The Ice Storm)
- 1998: Hauptsache Beverly Hills (Slums of Beverly Hills)
- 1999: Liberty Heights
- 1999: 10 Dinge, die ich an Dir hasse (10 Things I Hate About You)
- 2000: How to Kill Your Neighbor’s Dog
- 2001: Die 10 Regeln der Liebe (Two Can Play That Game)
- 2001: Seitensprünge in New York (Sidewalks of New York)
- 2001: The Mexican
- 2001: According to Spencer
- 2001: American Campus – Reif für die Uni
- 2002: Big Shot: Confessions of a Campus Bookie
- 2002: Die Highschool Trickser (Cheats)
- 2002: Santa Clause 2 – Eine noch schönere Bescherung (The Santa Clause 2)
- 2002: You Stupid Man
- 2003: Abgezockt! (Scorched)
- 2003: Kill the Poor
- 2003: The Lyon’s Den
- 2004: Harold & Kumar (Harold & Kumar Go to White Castle)
- 2004: Ray
- 2004: The Last Hold-Outs
- 2005: Guess Who – Meine Tochter kriegst du nicht! (Guess who)
- 2005: Max and Grace
- 2005: Serenity – Flucht in neue Welten (Serenity)
- 2006: Kings of Rock – Tenacious D (Tenacious D in: The Pick of Destiny)
- 2006: Bobby
- 2007: Live!
- 2007: Walk Hard: Die Dewey Cox Story (Walk Hard: The Dewey Cox Story)
- 2007: Superbad
- 2008: Harold & Kumar 2 – Flucht aus Guantanamo (Harold & Kumar Escape from Guantanamo Bay)
- 2009: Trauzeuge gesucht! (I Love You, Man)
- 2011: Harold & Kumar – Alle Jahre wieder (A Very Harold & Kumar 3D Christmas)
- 2011: Mr. Poppers Pinguine (Mr. Popper’s Penguins)
- 2013: Das ist das Ende (This Is the End)
- 2014: Der Richter – Recht oder Ehre (The Judge)
- 2015: I Saw the Light
- 2016: Hail, Caesar!
- 2016: Sausage Party – Es geht um die Wurst (Sausage Party, Stimme)
- 2016: Casual Encounter
- 2017: Wonder Wheel
- 2018: The Ballad of Buster Scruggs
- 2019: Crown Vic
- 2020: Asking for It
- 2021: Down with the King
- 2023: Oppenheimer

### Fernsehserien
- 1993: Law & Order (Folge 4x01)
- 1998–1999: The Closer (10 Folgen)
- 2000–2002: Emergency Room – Die Notaufnahme (ER, 3 Folgen)
- 2000–2001: Der Club der nicht ganz Dichten (The Trouble with Normal, 13 Folgen)
- 2005–2010: Numbers – Die Logik des Verbrechens (NUMB3RS, 119 Folgen)
- 2010: Law & Order: Special Victims Unit (Folge 12x05)
- 2011: The Playboy Club (7 Folgen)
- 2012: Raising Hope (2 Folgen)
- 2012: The Newsroom (3 Folgen)
- 2012–2013: Partners (12 Folgen)
- 2013–2014: The League (Folgen 5x04, 6x04)
- 2014: Men at Work (5 Folgen)
- 2014–2016: Good Wife (7 Folgen)
- 2014–2015: Mom (5 Folgen)
- 2015: King Julien (All Hail King Julien, Stimme, 9 Folgen)
- 2015: Forever (Folge 1x19)
- 2015: Master of None (Folge 1x01)
- 2017–2019: The Deuce (20 Folgen)
- 2020: The Plot Against America (Miniserie, 6 Folgen)
- 2022: Santa Clause: Die Serie (The Santa Clauses, Folge 1x05)
- 2024: Sausage Party: Foodtopia (5 Folgen, Stimme)
- 2025: Poker Face (Folge 2x06)